# Паломеке, Диего
Диего Армандо Паломеке Эчеваррия (исп. Diego Armando Palomeque Echevarría; род. 5 декабря 1993, Апартадо, Антьокия) — колумбийский легкоатлет, специалист по бегу на короткие дистанции. Выступает за сборную Колумбии по лёгкой атлетике с 2010 года, чемпион Панамериканских игр, обладатель двух бронзовых медалей Игр Центральной Америки и Карибского бассейна, многократный победитель и призёр первенств Южной Америки, действующий рекордсмен страны в беге на 100 метров, участник двух летних Олимпийских игр.

## Биография
Диего Паломеке родился 5 декабря 1993 года в городе Апартадо департамента Антьокия.
Впервые заявил о себе в лёгкой атлетике на международном уровне в сезоне 2010 года, когда вошёл в состав колумбийской национальной сборной и выступил на юношеском южноамериканском первенстве в Сантьяго, где в беге на 400 метров стал серебряным призёром.
В 2011 году выиграл серебряную медаль в эстафете 4 × 400 метров на чемпионате Южной Америки в Буэнос-Айресе, тогда как в индивидуальном беге на 400 метров занял четвёртое место на юниорском панамериканском первенстве в Мирамаре. Помимо этого, на юниорском южноамериканском первенстве в Медельине четырежды поднимался на пьедестал почёта: одержал победу в дисциплине 200 метров, получил серебро в беге на 100 метров, а также в эстафетах 4 × 100 и 4 × 400 метров.
В 2012 году на дистанции 400 метров был пятым на иберо-американском чемпионате в Баркисимето, стартовал на юниорском мировом первенстве в Барселоне. Благодаря череде удачных выступлений Паломеке удостоился права защищать честь страны на летних Олимпийских играх в Лондоне, он уже прибыл на Игры, но буквально накануне своего старта был уличён в нарушении антидопинговых правил — его проба показала наличие повышенного медикаментозным способом тестостерона. Международный олимпийский комитет сразу же отстранил его от участия в соревнованиях, и в результате проведённого расследования спортсмена дисквалифицировали сроком на два года.
По окончании срока дисквалификации в 2014 году Паломеке вернулся в основной состав легкоатлетической команды Колумбии и продолжил принимать участие в крупнейших международных стартах. Так, в этом сезоне он вышел в финал на Панамериканском спортивном фестивале в Мехико, выиграл две бронзовые награды на молодёжном южноамериканском первенстве в Монтевидео, взял бронзу в эстафете 4 × 400 метров на Играх Центральной Америки и Карибского бассейна в Веракрусе.
В 2015 году на чемпионате Южной Америки в Лиме победил в беге на 100 метров, получил серебро в беге на 200 метров и бронзу в эстафете 4 × 400 метров. Участвовал в Панамериканских играх в Торонто, где на 100-метровой дистанции не смог пройти дальше предварительного квалификационного этапа.
Выполнив олимпийский квалификационный норматив (45,40), благополучно прошёл отбор на Олимпийские игры 2016 года в Рио-де-Жанейро. Стартовал в беге на 400 метров и в эстафете 4 × 400 метров — в обоих случаях остановился на предварительных квалификационных забегах.
В 2017 году на чемпионате Южной Америки в Луке превзошёл всех соперников в дисциплине 100 метров, установив при этом ныне действующий национальный рекорд Колумбии — 10,11. Бежал 100 метров и эстафету 4 × 400 метров на чемпионате мира в Лондоне.
В 2018 году выиграл эстафеты 4 × 100 и 4 × 400 метров на Южноамериканских играх в Кочабамбе, взял бронзу на Играх Центральной Америки и Карибского бассейна в Барранкилье.
На чемпионате Южной Америки 2019 года в Лиме получил бронзовые награды в беге на 100 метров и в эстафете 4 × 100 метров, тогда как в эстафете 4 × 400 метров завоевал золото. Также в эстафете 4 × 400 метров победил на Панамериканских играх в Лиме, занял четвёртое место на чемпионате мира в Дохе.
Будучи одним из сильнейших спринтеров Колумбии, бежал эстафету 4 × 400 метров на Олимпийских играх 2020 года в Токио.